# ن. أ. هاريس
ن. أ. هاريس هو سياسي هندي، ولد في 1966 في Bhadravati, Karnataka ‏ في الهند. نشط حزبياً في المؤتمر الوطني الهندي. وقد انتخب Member of the Karnataka Legislative Assembly ‏.